# No somos nadie (2002)
No somos nadie es una película española dirigida por Jordi Mollà.

## Argumento
Salva (Jordi Mollà) y Ángel (Juan Carlos Vellido) son dos amigos que se pasan el día pidiendo dinero en el Metro de Madrid. Un día deciden hacerse telepredicadores. Para ello se inventan una historia de un brebaje mágico llamado Vermut celestial, pero antes que lo pongan en práctica les detienen y son enviados a la cárcel. 
Por otro lado un reality show consigue contactar con estos dos jóvenes para que pongan a prueba sus milagros curativos en la tele... El presentador, Bigardo (Daniel Giménez Cacho) consigue dar popularidad a estos jóvenes...

## Reparto
| Actor/Actriz                | Personaje              |
| --------------------------- | ---------------------- |
| Jordi Mollà                 | Salva                  |
| Candela Peña                | Espe                   |
| Juan Carlos Vellido         | Angel                  |
| Daniel Giménez Cacho        | Bigardo                |
| Franco di Francescantonio   | Presidente             |
| Florinda Chico              | Mari                   |
| Álex Angulo                 | El Chirlas             |
| Enrique Villén              | Codi                   |
| José María Sagone           | Abuelo                 |
| Germán Montaner             | Atanasio               |
| Valentina Alonso            | Loli                   |
| Manuel Puchades             | Hombre Medallón        |
| Silvia Casanova             | Degollación            |
| Fernando Albizu             | Transportista          |
| Eduardo Antuña              | Ex-Compañero           |
| Isabel Ayúcar               | María Dolores          |
| Lola Peno                   | Hermana María Dolores  |
| Silvia de Esteban           | Leonor                 |
| Silvia Bermejo              | Locutora Crímenes      |
| Manuel Brun                 | Locutor Inauguración   |
| Arturo Amez                 | Locutor Manifestación  |
| Rocío Calvo                 | Locutora Manifestación |
| Roger Álvarez               | Preso                  |
| Sonsoles Benedicto          |                        |
| Celia Bermejo               |                        |
| Pablo Calvo                 | Periodista             |
| Sandra Dominique            |                        |
| Ana García Cerdeiriña       |                        |
| José Moreno                 |                        |
| Juan Carlos Martínez Antuña | Miguel                 |
| Raúl Jiménez                |                        |
| Paul Gibert                 | US reportero           |
| Adrián Portugal             |                        |

- Datos: Q6043954